# Terroba
Terroba – gmina w Hiszpanii, w prowincji La Rioja, w La Rioja, o powierzchni 8,84 km². W 2011 roku gmina liczyła 37 mieszkańców.